# تارائیرا
تارائیرا (انگلیسی: Taraira) نام یک شهر کوچک و منطقه شهرداری در کشور کلمبیا است. 